# Hyperalgesi
Hyperalgesi indebærer, at følelsen af et smertende stimuli i og omkring et skadet hudområde opleves stærkere end normalt. Hyperalgesi kan medføre, at selv almindelig berøring kan føles ubehagelig og direkte smertefuld.
Det modsatte (dvs. nedsat evne til at føle smerte) betegnes som hypoalgesi.
| Sygdom | Spire Denne artikel om sygdom er en spire som bør udbygges. Du er velkommen til at hjælpe Wikipedia ved at udvide den. |